# Balta Cilieni - Băilești
Balta Cilieni - Băilești este o arie protejată de interes național ce corespunde categoriei a IV-a IUCN (rezervație naturală de tip acvatic) situată în județul Dolj, pe teritoriul administrativ al municipiului Băilești.

## Localizare
Aria naturală se află în Lunca Dunării, în partea sud-vestică a județului Dolj (în Câmpia Băileștilor aflată sud-vestul Câmpiei Române și cea vestică a localității Băilești, lângă drumul național DN56, care leagă municipiul Craiova de orașul Calafat.

## Descriere
Rezervația naturală a fost declarată arie protejată prin Legea Nr.5 din 6 martie 2000 (privind aprobarea Planului de amenajare a teritoriului național - Secțiunea a III-a - zone protejate) și se întinde pe o suprafață de 47 hectare. 
Aria protejată reprezintă o zonă de câmpie aflată în lunca superioară a râului Balasan (luciu de apă, plaje inundabile, terase fluviatile, pajiști de luncă, păduri aluviale, păpuriș) cu floră și faună specifice zonelor umede din lunca Dunării.

## Biodiversitate
Aria protejată dispune de tipuri de habitate cu ape curgătoare, mlaștini sărăturate panonice, pajiști panonice pe nisipuri, pajiști de altitudine joasă, pâlcuri cu vegetație arboricolă de salcie roșie, răchită și plop tremurător; suprafețe ce adăpostesc și asigură condiții de viețuire și hrană pentru mai multe specii faunistice de păsări, mamifere, reptile, amfibieni și pești.

### Floră și faună
Flora este constituită din arbori cu specii de plop tremurător (Populus tremula), salcie albă (Salix alba) și salcie roșie (Salix purpurea); comunități de păpuriș (Typha) și stufărișuri (Phragmites australis). 
La nivelul ierburilor vegetează mai multe rarități floristice cu specii de: cosor (Ceratophyllum submersum), stânjenel de baltă (Iris pseudacorus), cornaci (Trapa natans), săgeata apei (Sagittaria sagittifolia), lintiță (Lemna minor), hirușor (Poa annua) sau piperul apelor (Elatine triandra).
Fauna este una bine diversificată și constituită în cea mai mare parte din păsări și pești (plătică, țipar, plevușcă, pietroșel, guvid, caras, lin, crap), dar și din mamifere (nevăstuică Mustela nivalis, chițcan de apă Neomys fodiens sau  cârtiță Talpa europaea), reptile și amfibieni (năpârcă, șarpe de apă, gușter, țestoasa lui Herman, buhai-de-baltă-cu burtă-galbenă, broască verde).

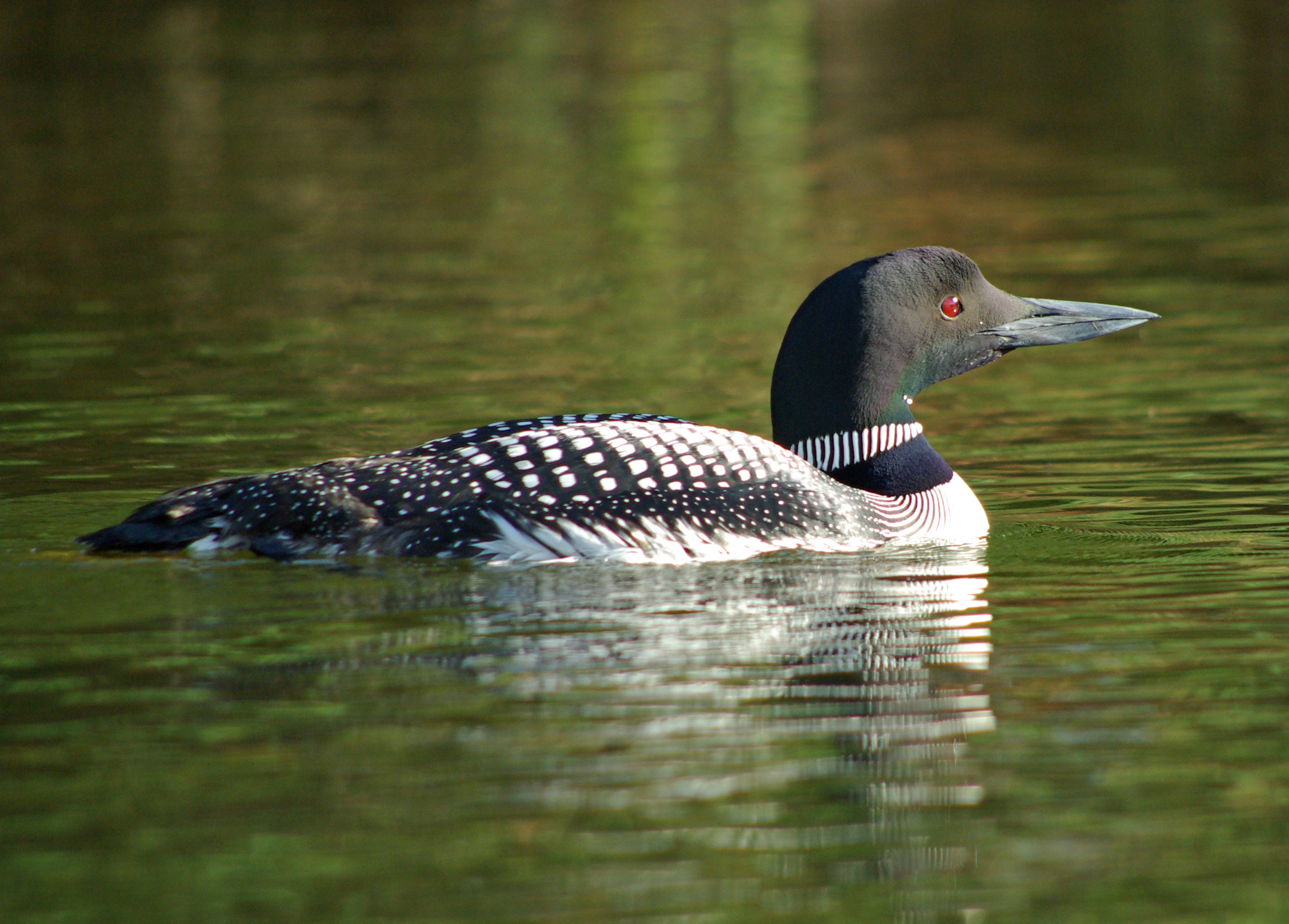
Cufundar mare (Gavia immer)

Păsările sunt prezente cu specii de: cufundar mare (Gavia immer), pescăruș mic (Larus minutus), rață mare (Anas platyrhynchos), barză albă (Ciconia ciconia), cormoran mare (Phalacrocorax carbo) sau corcodel mare (Podiceps cristatus)